# Wielącza
Wielącza – wieś w Polsce położona w województwie lubelskim, w powiecie zamojskim, w gminie Szczebrzeszyn. 
| SIMC    | Nazwa      | Rodzaj    |
| ------- | ---------- | --------- |
| 0900873 | Komasacja  | część wsi |
| 0900880 | Stara Wieś | część wsi |

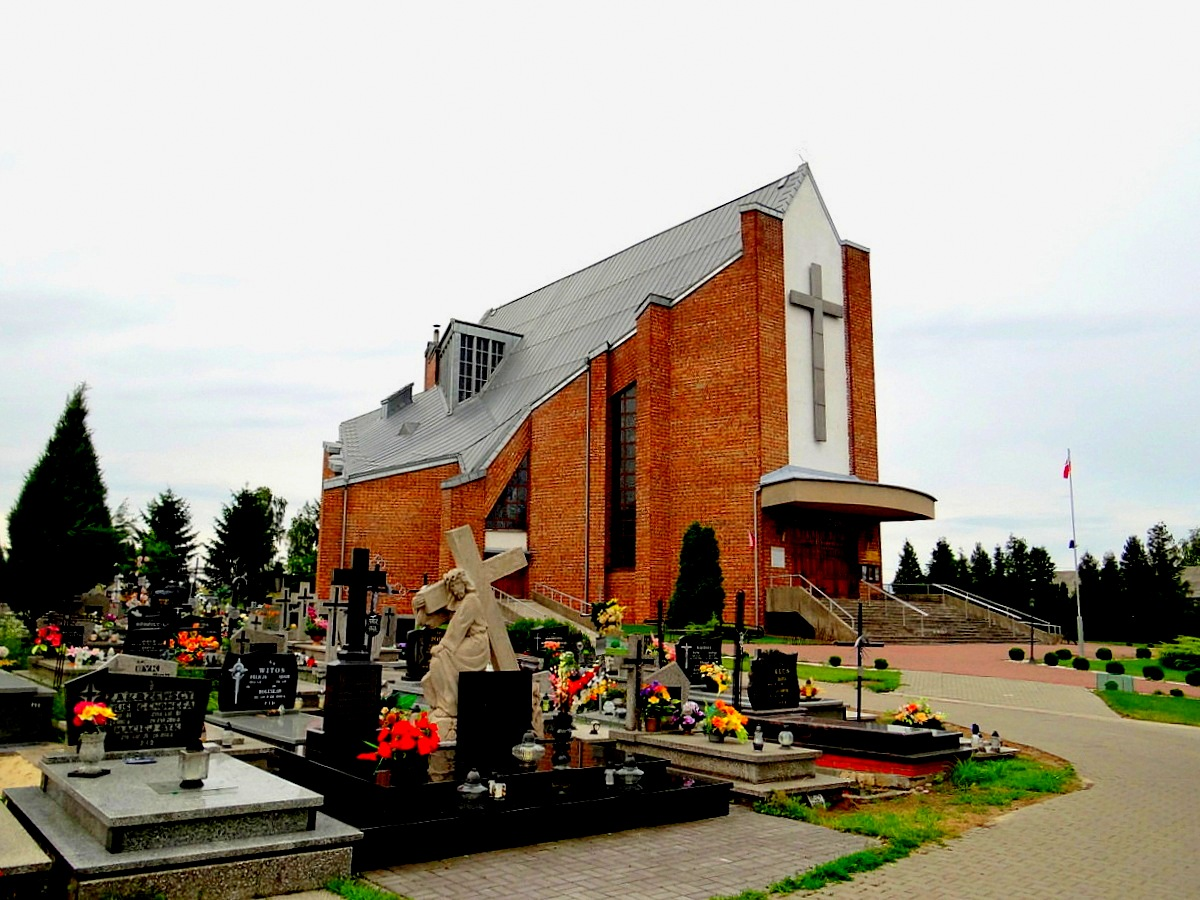
Nowy kościół

Pierwsza wzmianka o miejscowości pochodzi z roku 1424 kiedy na zjeździe duchowieństwa łacińskiej diecezji chełmskiej w Grabowcu występował Piotr, rektor kościoła w Wielączy. Od początku istnienia wieś wchodziła w skład włości szczebrzeskiej. 
Prywatna wieś szlachecka położona była na przełomie XVI i XVII wieku w ziemi chełmskiej województwa ruskiego. W latach 1975–1998 miejscowość administracyjnie należała do województwa zamojskiego.
Wieś jest sołectwem w gminie Szczebrzeszyn. Według Narodowego Spisu Powszechnego z roku 2011 wieś liczyła 653 mieszkańców.
Wieś jest siedzibą rzymskokatolickiej parafii św. Stanisława w Wielączy.
Wieś była wspomniana w powieści Potop Henryka Sienkiewicza: 

Tej jeszcze nocy pan Wołodyjowski poszedł na podjazd i nad ranem sprowadził kilkunastu języków. Ci potwierdzili, że król szwedzki osobą własną w Szczebrzeszynie się zjawił i niebawem pod Zamościem stanie . (...) Nieco mgły leżało jeszcze przy ziemi, ale wojska szwedzkie idące od Wielączy, zdawały się brodzić do kolan w owym tumanie...

W Wielączy znajduje się zabytkowy neogotycki kościół pw. św. Stanisława, wybudowany w latach 1821-1832 według projektu Wacława Ritschla. Miał on pełnić funkcję nekropolii dla rodu Zamoyskich, którzy swą siedzibę mieli w pobliskim Klemensowie. Zamoyscy uzyskali jednak zgodę na dalsze używanie nekropolii w Kolegiacie Zamojskiej, a kościół w Wielączy pozostał kościołem parafialnym. Obecnie nie jest użytkowany (nowy, znacznie większy kościół zbudowano w latach 1985-1989). Kościół w Wielączy jest jedną z najstarszych neogotyckich świątyń zachowanych na ziemiach polskich. 